# Royalty free
Royalty free (wolne od tantiem) − model licencjonowania różnych form własności intelektualnej, takich jak patenty, znaki towarowe, prawa autorskie, który polega na tym, że licencjobiorca płaci jednorazową opłatę licencjodawcy, po czym zyskuje prawo do wielokrotnego, dowolnego użycia własności intelektualnej, bez konieczności wnoszenia kolejnych opłat.
Model royalty free jest szczególnie często stosowany w przypadku handlu zdjęciami i muzyką. Częstym modelem dystrybucji zdjęć na zasadach royalty free, jest udostępnianie ich całkowicie bezpłatnie w formie próbek o małej rozdzielczości na stronach internetowych, które zarabiają na sprzedaży tych prac w wyższej rozdzielczości. Innym modelem zarabiania w oparciu o licencje royalty free jest swobodne udostępnianie zasobów po jednorazowej zapłacie abonamentu. Umowy royalty free są na ogół tak skonstruowane, że licencjobiorca jest w nich tylko „najemcą” pracy i nie są na niego przenoszone autorskie prawa majątkowe, stąd właściciel praw do zdjęcia może je sprzedawać wielokrotnie kolejnym nabywcom, zaś licencjobiorca jest tego prawa pozbawiony
Licencje typu copyleft są również co do zasady royalty free, ale ponadto umożliwiają swobodną redystrybucję (w tym również zarobkową) objętych nią prac, czego tradycyjne licencje typu royalty free zazwyczaj zabraniają.